# Nyctemera adversata
Nyctemera adversata là một loài bướm đêm thuộc phân họ Arctiinae, họ Erebidae. Nó được tìm thấy ở Himalaya, Nepal, Bhutan, đông bắc Ấn Độ, Tây Tạng, bán đảo Đông Dương, Tứ Xuyên, Vân Nam, Quảng Đông, Hồng Kông, Hải Nam, Quảng Tây, Hồ Nam, Hà Nam, Chiết Giang, Giang Tây, Phúc Kiến, Đài Loan, Nhật Bản, bán đảo Mã Lai, Sumatra và Borneo.
Nyctemera adversata là một day-flying species.
Ấu trùng ăn các loài Erechtites, Erigeron, Gynura, Picris, Senecio và Miyata.

## Hình ảnh

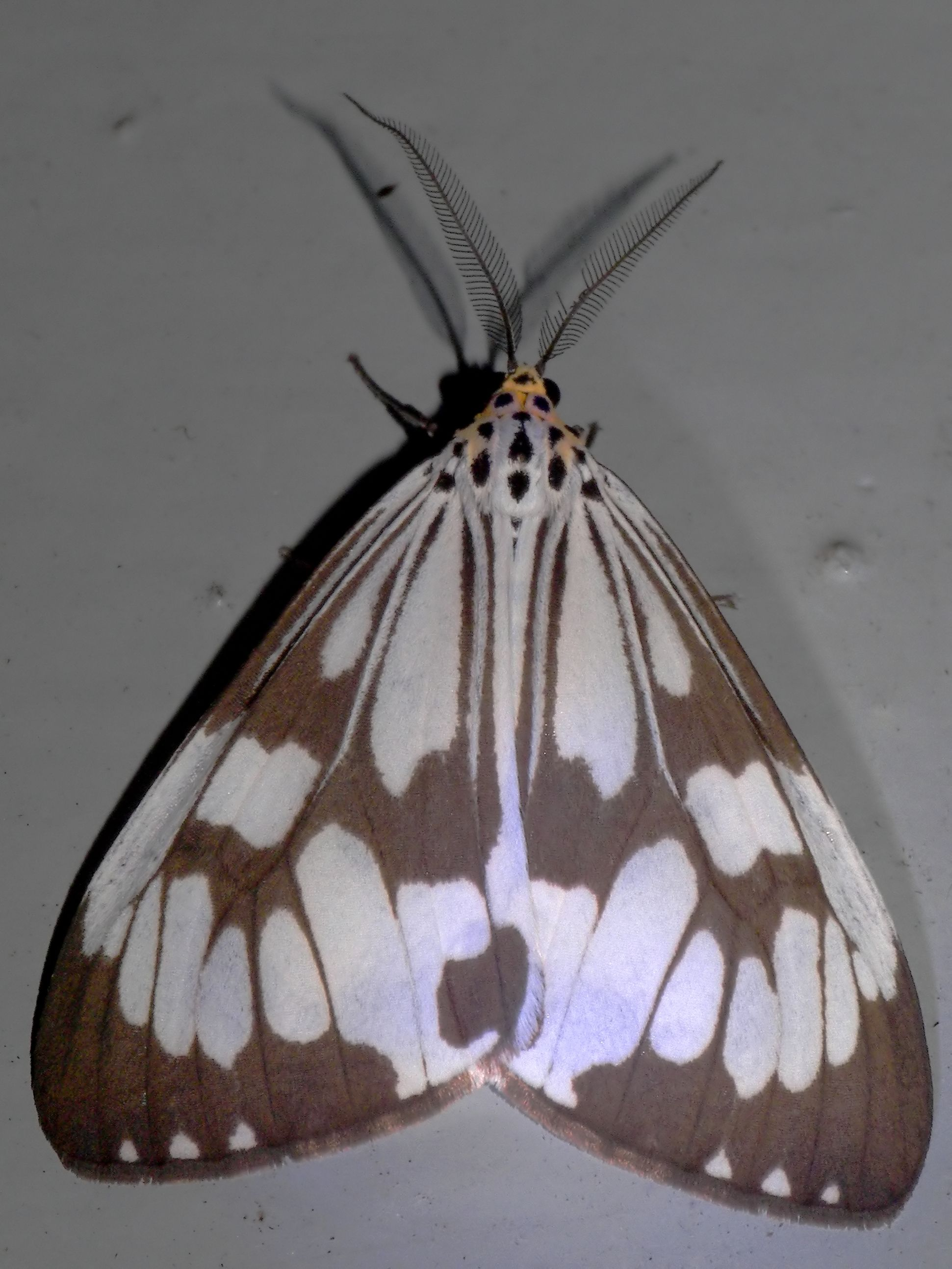
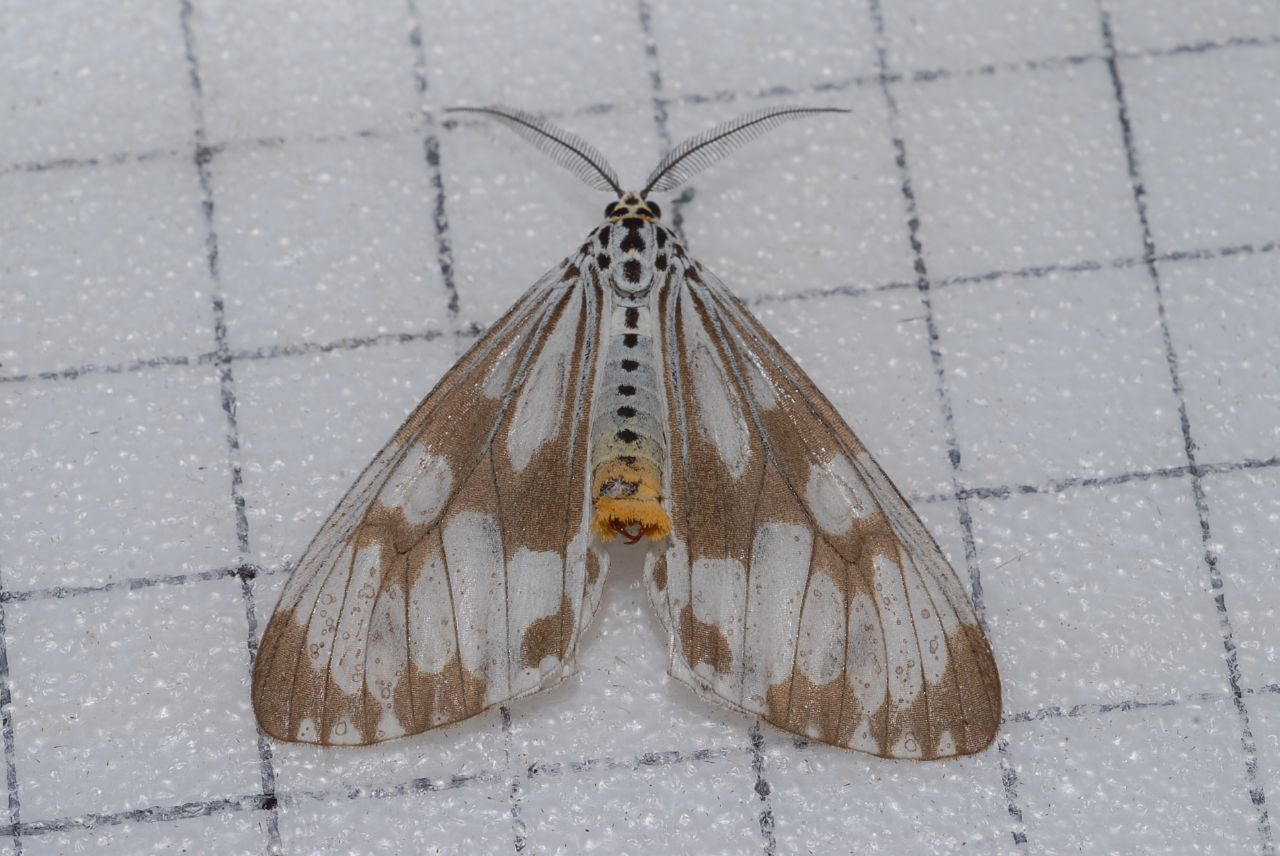